# Postiljon

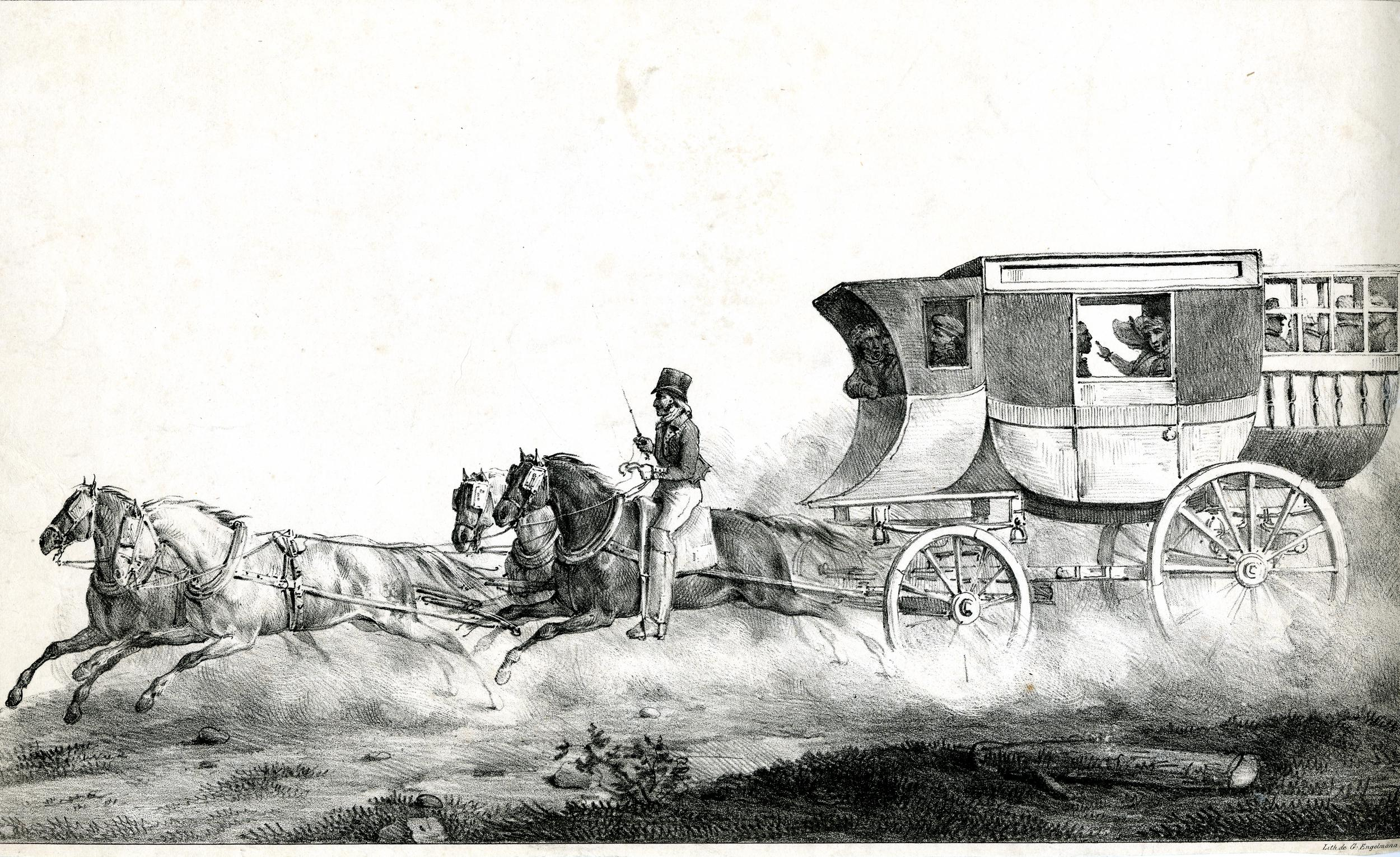
19e-eeuwse postiljon

Een postiljon was een postrijder, meestal de bestuurder van een postkoets of postsjees. In tegenstelling tot een koetsier zit een postiljon niet op de bok van de koets, maar op het paard. Menners die op een paard zitten worden nog steeds postiljon genoemd.

## Geschiedenis
De post werd in de middeleeuwen door boden te voet of per schip vervoerd. Vanaf het einde van de 15e eeuw werden deze steeds vaker vervangen door postiljons. Dit waren in het begin ruiters te paard die als koerier voor postmeesters van poststation naar poststation reden. Vanaf de 17e eeuw werden door de toegenomen hoeveelheid post meestal postkoetsen ingezet. Als een postkoets door meerdere paarden getrokken wordt zat de postiljon altijd aan de linkerkant, omdat paarden aan de linkerzijde bestegen worden. Na de aanleg van spoorlijnen in de 19e eeuw werd de post steeds vaker met posttreinen vervoerd en werden postiljons als postbodes overbodig. De menner van een koets zonder bok die op een paard zit wordt ook nu nog postiljon genoemd. Een voorbeeld van een dergelijke koets is de Nederlandse koninklijke koets Crème Calèche.

## Uitrusting

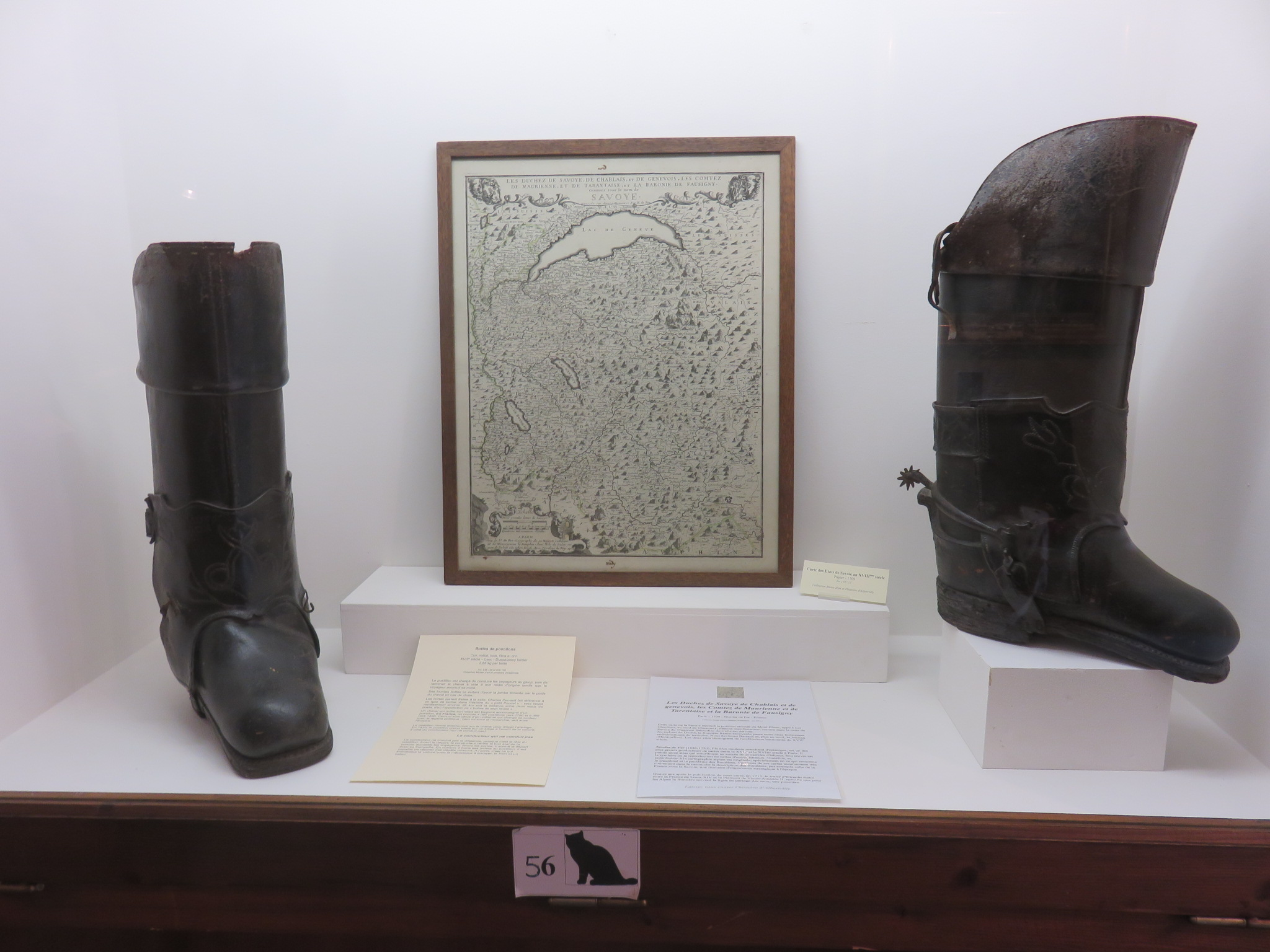
18e-eeuwse postiljonlaarzen

Postiljons droegen vaak een felgekleurd uniform, meestal in de kleuren geel en rood. In Nederland droegen postiljons eind 18e eeuw een donkerblauwe buis met rode kraag en opslagen, een blauwe jas of rijmantel met rode kraag, een gele lederen broek, een paar laarzen en een gladde ronde hoed. De postiljon stopte zijn rijbroek in hoge laarzen. Deze zogenaamde postiljonlaarzen waren zware lederen laarzen die aan de zijkanten van het paard waren bevestigd. Ze wogen meer dan 3 kilo per stuk. De laarzen waren met metaal versterkt om de benen van de postiljon te beschermen als het paard te val zou komen. De zevenmijlslaarzen uit het sprookje Klein Duimpje van Charles Perrault zouden zijn afgeleid van deze postiljonlaarzen. Postiljons gebruikten vanaf de 16e eeuw een posthoorn om hun komst aan te kondigen. 

## Etymologie
De naam postiljon komt van het Franse postillon, dat weer is afgeleid van het Italiaanse postiglione "voorganger", van posta "post".